# Shortest Path Bridging
Shortest Path Bridging (SPB, з'єднання найкоротшим шляхом), стандартизованний IEEE як 802.1aq, — мережева технологія, що дозволяє спростити побудову і конфігурацію мережі і в той же час використовувати переваги маршрутизації з багатьма шляхами (multipath routing).
Shortest Path Bridging є сучасною альтернативою старому сімейству протоколів Spanning Tree (IEEE 802.1D STP, IEEE 802.1w RSTP, IEEE 802.1s MSTP), які вміють використовувати тільки один маршрут пересилання трафіку до кореневого комутатора (root bridge) і блокують будь-які альтернативні шляхи, оскільки це може призвести до утворення мережевої петлі на 2-му рівні. SPB активно використовує всі наявні маршрути пересилання з однаковою вартістю(equal cost multipathing), і дозволяє будувати більш масштабні топології на 2-му рівні (до 16 мільйонів сервісів, що набагато більше традиційного обмеження IEEE 802.1Q на 4,096 віртуальних мереж VLANs). Він так само має дуже швидкий час збіжності, і збільшує ефективність багатозв'язних (Mesh мережі) топологій шляхом використання більшої смуги пропускання між усіма пристроями і більшою відмовостійкістю, оскільки трафік використовує і балансується між усіма доступними шляхами пересилання в багатозв'язній Mesh мережі. Для підвищеної надійності рівень доступу SPB може використовувати технології агрегації ліній, такі як стандарт IEEE 802.1AX або пропрієтарні реалізації механізмів MC-LAG.
SPB дозволяє розгортати логічні мережі Ethernet поверх фізичної Ethernet інфраструктури, використовуючи протокол станів сполук (link state protocol) для оголошення фізичної топології, так і членства в логічних/віртуальних мережах. Пакети інкапсулюються на кордоні або у кадр MAC-in-MAC IEEE 802.1ah або у теговані фрейми IEEE 802.1Q/IEEE 802.1ad і передаються тільки іншим членам тієї ж логічної мережі. Підтримуються одноадресне, багатоадресне, і широкомовне пересилання і вся маршрутизація здійснюється за симетричними (в прямому і зворотному напрямках) найкоротшими шляхами.
Керування (control plane) базується на протоколі Intermediate System to Intermediate System, і використовує невелику кількість розширень, визначених у стандарті RFC 6329.

## SPB— ключові атрибути і переваги для додатків
І SPBV і SPBM успадковували ключові переваги маршрутизації стану каналу:
- можливість використовувати весь доступний фізичний зв'язок, тому що запобігання циклу використовує Control Plane з глобальним поданням топології мережі
- швидке відновлення зв'язку після відмови, знову через глобальне уявлення маршрутизації стану каналу топології мережі
- при відмові тільки безпосередньо потерпілий трафік впливає під час відновлення; весь незачеплений трафік просто продовжується

- швидке відновлення широкомовної передачі і многоадресного зв'язку, тому що IS-IS лавинно розсилає всю запитану інформацію в SPB розширеннях IS-IS, таким чином дозволяючи одноадресной передачі та многоадресній зв'язку бути встановлено паралельно, без потреби у другій фазі процесу сигналізації, щоб працювати на основі збіжної одноадресної топології, обчислити і встановити багатоадресні дерева.